# Séisme du 26 septembre 1997 en Ombrie et dans les Marches
Le séisme de 1997 en Ombrie et dans les Marches est un tremblement de terre qui a touché les régions italiennes de l'Ombrie et des Marches, au centre du pays, en 1997. La secousse principale s'est produite à 11 h 40 heure locale le 26 septembre 1997, avec une magnitude de 6,1 sur l'échelle de Richter et de 6,2 sur l'échelle de magnitude du moment. Il y a eu plusieurs milliers de secousses préliminaires ou de répliques entre mai 1997 et avril 1998, dont plus de 30 avec une magnitude supérieure à 3,5.

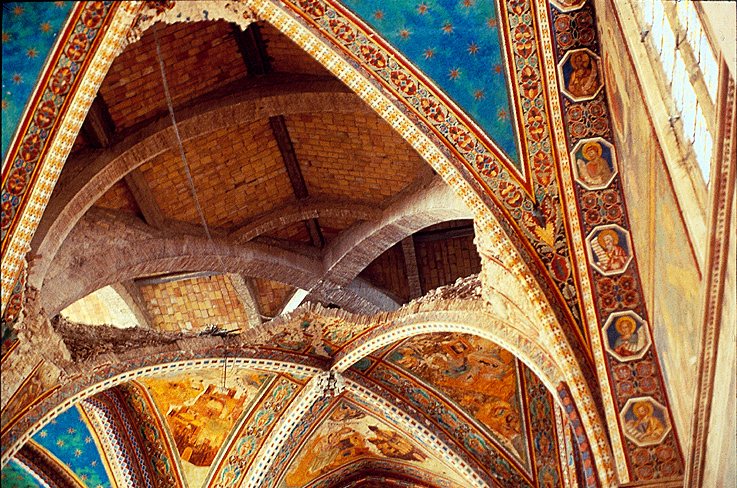
Voûte effondrée de la Basilique Saint-François d'Assise.
L'Italie entre la plaque tectonique africaine et européenne.

11 personnes sont mortes des suites des principales secousses, dont 4 dans l'effondrement d'une partie de la voûte de l'église supérieure de la basilique Saint-François d'Assise.